# San Vicente (Antioquia)
Pour les articles homonymes, voir San Vicente.
San Vicente est une municipalité située dans le département d'Antioquia, en Colombie.